# Stanley Pontlarge
Stanley Pontlarge är en by i civil parish Prescott, i distriktet Tewkesbury, i grevskapet Gloucestershire i England. Byn är belägen 9 km från Cheltenham. Stanley Pontlarge var en civil parish fram till 1935 när blev den en del av Prescott. Civil parish hade 43 invånare år 1931. Byn nämndes i Domedagsboken (Domesday Book) år 1086, och kallades då Stanlege.